# Яковлевка (Сенцовский сельсовет)
Я́ковлевка — деревня Сенцовского сельсовета Липецкого района Липецкой области.

## Население
| 2010 | 2012 |
| ---- | ---- |
| 2    | ↗4   |